# Solanum inelegans
Solanum inelegans är en potatisväxtart som beskrevs av Henry Hurd Rusby. Solanum inelegans ingår i släktet skattor som ingår i familjen potatisväxter. Inga underarter finns listade i Catalogue of Life.